# Asilella karafutonis
Asilella karafutonis är en tvåvingeart som först beskrevs av Matsumura 1911.  Asilella karafutonis ingår i släktet Asilella och familjen rovflugor. Inga underarter finns listade i Catalogue of Life.